# Мост Александра Невского (Санкт-Петербург)
Мост Алекса́ндра Не́вского — автодорожный железобетонный разводной мост через Неву в Санкт-Петербурге. Соединяет центральную часть города и правый берег Невы. На момент открытия это был не только самый крупный мост из предварительно напряженного железобетона в городе, но и один из крупнейших мостов такого типа в стране. До 2004 года (открытие Большого Обуховского (вантового) моста) являлся самым длинным мостом Санкт-Петербурга. Длина моста без береговых сооружений 629 м, вместе с пандусами — 905,7 м, ширина — 35 м.

## Расположение
Мост соединяет площадь Александра Невского (окончание Невского проспекта) и Заневский проспект.
Рядом с мостом расположена Александро-Невская Лавра, гостиница «Москва».
Выше по течению находится Финляндский железнодорожный мост, ниже — Большеохтинский мост.
Ближайшие станции метро — «Площадь Александра Невского» (3 линия), «Площадь Александра Невского» (4 линия), «Новочеркасская».

## Название
Проектное название моста было Старо-Невский. 15 мая 1965 года мост получил современное название в честь новгородского князя Александра Невского, мощи которого находятся в Троицком соборе Александро-Невской лавры.

## История
Место для моста в конце Невского проспекта было оставлено в генеральном плане города ещё в довоенный период. В противовес площади Александра Невского была оставлена площадь Челюскинцев на правом берегу Невы. Этот участок остался в виде большого незастроенного места, но название было упразднено.
В 1959 году были подведены итоги конкурса на проект нового моста. Победителем был признан проект группы авторов организации «Ленгипротрансмост» (в настоящие время АО «Трансмост»): главный инженер А. С. Евдонин, инженеры К. П. Клочков и Г. М. Степанов, архитекторы — А. В. Жук, Ю. И. Синица, С. Г. Майофис. Авторы проекта подходов к мосту и туннелей транспортных развязок — инженеры института «Ленгипроинжпроект» Ю. П. Бойко, А. Д. Гутцайт, Г. С. Осокина.
Мост возведён в 1960—1965 годах, строительство моста осуществлял генеральный подрядчик МО-11 «Мостострой-6» под руководством главного инженера Ю. Р. Кожуховского и прорабов: Н. В. Кольцова, А. А. Нефедова, Ю. П. Липкина, В. Н. Фомина. В строительстве моста также принимал участие МП-801 Мостостроя-6.
Пролётные строения собирались на берегу и перевозились к месту монтажа с помощью плавучей системы, состоящей из плашкоутов, оборудованных системой балластировки, лебедками, якорями и другими обустройствами. При перевозке блоков пролётного строения массой до 4800 т каждая плавучая опора состояла из 90 понтонов типа КС с надстройкой из железобетонных оболочек диаметром 60 см и наклонных стальных подкосов. Оболочки и подкосы вверху были объединены железобетонной плитой, на которой располагались деревянные и металлические клетки. Понизу под дном плашкоутов были поставлены затяжки в виде пучков из проволок, что позволило создать необходимое предварительное обжатие нижней части плавучей опоры.
Операция по перевозке и установке первой балки длилась почти 50 часов. Вторая «птичка» двигалась уже быстрее — 36 часов, а последняя, четвертая, была установлена всего за 18 часов.
Зимой 1962—1963 годов из-за подвижки льда сорвало плавучую систему из 20 понтонов и кран. Вместе с людьми их понесло вниз по течению. Верхняя часть крана ударилась о Большеохтинский мост, проломив перила. Люди были спасены подоспевшей пожарной командой.
Испытание моста было проведено 1 ноября 1965 года — по мосту прошла колонна армейских танков. 5 ноября 1965 года мост сдан в постоянную эксплуатацию. С постройкой моста площадь Александра Невского приняла современный вид, с достройкой гостиницы «Москва» в 1974 году работы были завершены.
Однако в ходе строительства были допущены ошибки в технологии. Гидроизоляция со временем была изношена, стальные напрягаемые канаты активно корродировали. К 1967 году 56 тросов лопнуло, по мосту проходило только троллейбусное сообщение. Из-за бесхозяйственности городских властей мост продолжал разрушаться вплоть до 1982 года, когда в воду обрушился 700-тонный противовес левого крыла. Мост был закрыт, налажено паромное сообщение. В дальнейшем движение по мосту было восстановлено, однако ключевые конструктивные дефекты устранены не были.
В 2000—2002 годах произведена реконструкция моста. Заказчиком работ являлся Комитет по благоустройству и дорожному хозяйству администрации Санкт-Петербурга, генеральным проектировщиком — ЗАО «Институт «Стройпроект», генподрядчиком — ОАО «Мостострой №6». Проект разработали инженеры Т. Ю. Кузнецова, А. Г. Злотников, Ю. Ю. Крылов (разводной пролёт), Л. А. Кудрявцева, А. И. Селивестров, Р. А. Гершман, М. В. Дюба. Работы производились компаниями ЗАО «Пилон», ЗАО «Кантемировский мост», Мостоотряд №11, ЗАО НПП «Промстройавтоматика». Работами по реконструкции руководили инженеры В. Г. Павлов, А. Б. Суровцев, И. Ю. Рутман, Ю. Г. Павлов.
Для движения мост был закрыт только на четыре месяца в период реконструкции разводного пролёта.
В ходе работ стационарные пролётные строения были усилены постановкой дополнительных канатов напрягаемой арматуры, а также стальных листов на нижних плитах коробчатых балок; выполнена замена гидроизоляции проезжей части и дорожного покрытия, заменена ортотропная плита на разводном пролёте, плиты перекрытия опор, выполнена реконструкция тротуаров сооружения; модернизировано имевшееся и установлено новое оборудование разводного пролёта (по проекту Г. И. Богданова).
В 2003 году к юбилею Санкт-Петербурга была установлена система художественной подсветки моста.

## Конструкция
Мост семипролётный, центральный пролёт длиной 50 м — разводной. Пять пролётов расположены над зеркалом реки, а два крайних — над набережными. Стационарные боковые пролёты, в т. ч. над набережными, перекрыты двумя трёхпролётными неразрезными предварительно напряжёнными строениями коробчатого сечения с криволинейным очертанием нижнего пояса.
В конструкции моста использованы ванты — стальные тросы диаметром 70 мм, стягивающие отдельные части моста. Эти тросы пропущены в конструкциях моста через предусмотренные в конструкции технологические отверстия. Натяжение тросов регулируется в зависимости от температуры окружающего воздуха: в холодную погоду натяжение ослабляется, при высокой температуре окружающего воздуха ванты дополнительно натягиваются установленными для этой цели лебёдками.
Центральный пролёт разводной двукрылый; выполнен из металла. 25-метровые крылья моста разводятся сравнительно быстро — за две минуты, привод разводки — гидравлический.
К мосту идут пандусы, в которых устроены хозяйственные помещения.